# San Gabriel de la Dolorosa (título cardenalicio)
El título cardenalicio de San Gabriel de la Dolorosa fue erigido por el papa Francisco el 14 de febrero de 2015. Está ligado a la iglesia homónima situada en el barrio Don Bosco, al sudeste de Roma.

## Titulares
- Júlio Duarte Langa (2015-...)